# Beija-flor-sombrio
Beija-flor-sombrio ou nectarínia-sombria (Cinnyris fuscus) é uma espécie de ave da família Nectariniidae.
Pode ser encontrada nos seguintes países: Angola, Botswana, Namíbia e África do Sul.